# 3457 Arnenordheim
3457 Arnenordheim este un asteroid din centura principală, descoperit pe 5 septembrie 1985 de Henri Debehogne.